# Yankee Doodle Dixie
Yankee Doodle Dixie è un cortometraggio muto del 1913 diretto da Henry McRae.

## Produzione
Il film fu prodotto dalla Selig Polyscope Company.

## Distribuzione
Distribuito dalla General Film Company, il film - un cortometraggio di una bobina - uscì nelle sale cinematografiche statunitensi il 26 febbraio 1913.